# Рубєж (Гомельська область)
Рубєж (біл. Рубеж) — селище в Тереницькій сільській раді Гомельського району Гомельської області Республіки Білорусь.

## Географія

### Розташування
У 25 км на північний захід від Гомеля.

## Гідрографія
На сході та півдні меліоративні канали, з'єднані з річкою Хочемля (притока річки Уза).

## Транспортна мережа
Автодорога Жлобин — Гомель. Планування складається з вигнутої вулиці, орієнтованої з південного заходу на північний схід і забудованої двосторонньо дерев'яними садибами.

## Історія
Засноване на початку XX століття переселенцями із сусідніх сіл. У 1926 році в Тереницькій сільраді Уваровицького району Гомельського округу. 1930 року жителі вступили до колгоспу. Під час німецько-радянської війни 14 мешканців загинули на фронті. 1959 року у складі колгоспу «1 Травня» (центр — село Тереничі).

## Населення

### Чисельність
- 2009 — 14 мешканців.